# .bt
.bt је највиши Интернет домен државних кодова (ccTLD) за Бутан. Администрирањем овог домена бави се Бутанско министарство комуникација.